# Pawel Weschinow
Pawel Weschinow, eigentlich Nikola Deltschew Gugow, (bulgarisch Павел Вежинов; * 22. November 1914 in Sofia; † 2. Dezember 1983 ebenda) war ein bulgarischer Schriftsteller.

## Leben
Weschinow studierte von 1939 bis 1944 Philosophie in Sofia. Ab November 1944 war er im Zweiten Weltkrieg als Frontkorrespondent der gegen Deutschland kämpfenden bulgarischen Armee tätig. 1944 trat er auch der Bulgarischen Kommunistischen Partei bei.
Er verfasste Erzählungen, Novellen und Romane, darunter auch Kriminalromane und utopische Erzählungen. Weschinow schrieb auch Drehbücher. Er wurde als Held der Sozialistischen Arbeit und mit dem Dimitrow-Preis ausgezeichnet.

## Werke (Auswahl)
- Die zweite Kompanie und andere Erzählungen, Erzählungsband, 1949 (deutsch 1957)
- Auf dem Felde, Novelle, 1950
- Fern von den Ufern, Roman, 1958 (deutsch 1962)
- Am Ende des Weges, Kriminalroman, 1961 (deutsch 1964)
- Der Junge mit der Geige, Erzählungsband, 1963
- Alles sucht Wasko, 1963
- Die Sterne über uns, Roman, 1966 (deutsch 1978)
- Mandelduft, Erzählungsband, 1966
- Die grosse Fussspur, 1966
- Nachts mit den weißen Pferden, Roman, 1975 (deutsch 1979)
- Das Geständnis, 1976
- Die Barriere, Novelle, 1978

## Filmografie
- Tova se sluchi na ulitzata, 1956 (deutsch: Es geschah auf der Straße, 1957) (Drehbuch)
- Sledite ostavat, 1956 (deutsch: Die kleinen Detektive, 1960) (Drehbuch)
- Otvad horizonta, 1960 (deutsch: Fern am Horizont, 1961) (Drehbuch)
- Patyat minava prez Belovir, 1960 (Drehbuch)
- Krayat na patya, 1961 (deutsch: Keine Chance für Spione, 1963) (Drehbuch)
- Spetzialist po vsichko, 1962 (deutsch: Meister in allen Fächern, 1963) (Drehbuch)
- Srednoshtna sreshta, 1963 (Drehbuch)
- Nespokoen dom, 1965 (Romanvorlage)
- Proizshestvie na slyapata ulitza, Fernsehserie, ab 1965
- Chovekat v syanka, 1967 (Romanvorlage)
- S dakh na bademi, 1967 (Drehbuch und Geschichte)
- Procesat, 1968 (deutsch: Procesat, 1969) (Drehbuch)
- Na vseki kilometar, 13-teilige Fernsehserie, ab 1969 (deutsch: An jedem Kilometer) (Drehbuch)
- Skorpion sreshtu Daga, 1969 (Drehbuch)
- Trimata ot zapasa, 1971 (Drehbuch)
- Na vseki kilometar - II, 13-teilige Fernsehserie, ab 1971 (Drehbuch)
- Stihove, 1972 (Drehbuch)
- Sartze choveshko, 1972 (Drehbuch)
- Nakovalnya ili chuk, 1972 (deutsch: Amboss oder Hammer sein, 1972) (Drehbuch)
- Treta sled slantzeto, 1972 (Romanvorlage)
- Zarevo nad Drava, 1974 (deutsch: Feuerschein über der Drawa, 1974) (Drehbuch)
- Barierata, 1979 (deutsch: Jenseits der Barriere, 1981) (Romanvorlage)
- Sami sred valtzi, Fernsehserie, ab 1979
- Pohishteniye v zhalto, 1981 (deutsch: Alle suchen Wasko, 1981) (Romanvorlage)
- Bronzoviyat klyuch, 1984 (Drehbuch)
- Poslednoto priklyuchenie, 1984 (Drehbuch)
- Noshtem s belite kone, Fernsehserie, ab 1985
- Ezernoto momche, 1995 (Romanvorlage)
- S dakh na bademi, 2015 (Vorlage)